# Иран на летних Олимпийских играх 1900
Иран впервые участвовал на летних Олимпийских играх 1900 и был представлен одним спортсменом в фехтовании, который не выиграл ни одной медали. Однако МОК официально не включает в список стран-участниц это государство, поэтому первым выступлением считается 1948 год.

## Результаты соревнований

### Фехтование
| Соревнование | Спортсмены          | Первый раунд | Четвертьфинал | Полуфинал | Финал     |
| Соревнование | Спортсмены          | Место        | Место         | Место     | Место     |
| ------------ | ------------------- | ------------ | ------------- | --------- | --------- |
| Шпага        | Феридун Мальком-хан | 2            | 4-6           | не прошёл | не прошёл |